# Amelie Fried
Amelie Fried (Ulm, 6 de septiembre de 1958) es una escritora y presentadora de Alemania. Su padre, Kurt Fried, es el fundador-editor de Schwäbischen Donauzeitung hoy parte de Südwest Presse. Su obra de 2008 Schuhhaus Pallas. Wie meine Familie sich gegen die Nazis wehrte versa sobre las persecuciones que su familia de origen judío sufrió durante el Tercer Reich. 

## Obras
- 1996 : Traumfrau mit Nebenwirkungen, Hoffmann und Campe
- 1997 : Hat Opa einen Anzug an ?, Hanser Verlag
- 1999 : Am Anfang war der Seitensprung, Heyne Verlag
- 1999 : Der unsichtbare Vater, Hanser Verlag
- 1999 : Wann findet das Leben statt ?, Rororo Verlag
- 2000 : Der Mann von nebenan, Heyne Verlag
- 2001 : Geheime Leidenschaften und andere Geständnisse, Heyne Verlag
- 2001 : Glücksspieler, Heyne Verlag {
- 2003 : Verborgene Laster, Heyne Verlag
- 2003 : Liebes Leid und Lust, Heyne Verlag
- 2005 : Rosannas Tochter, Heyne Verlag
- 2007 : Die Findelfrau, Heyne Verlag
- 2008 : Schuhhaus Pallas. Wie meine Familie sich gegen die Nazis wehrte, Hanser Verlag (con Peter Probst)

Libros infantiles
- Taco und Kaninchen, con Peter Probst
- Taco und Kaninchen, cbj (Band 1)
- Taco und Kaninchen – Fette Beute, cbj (Band 2)
- Taco und Kaninchen – Arme Millionäre, cbj (Band 3)
- Taco und Kaninchen – Nie mehr Schule, cbj (Band 4)
- Taco und Kaninchen – Hilfe für Ali, cbj (Band 5)
- Taco und Kaninchen – Dem Phantom auf der Spur, cbj (Band 6)

Otros
- 1995 : Die Störenfrieds, Mosaik Verlag
- 1997 : Neues von den Störenfrieds, Mosaik Verlag
- 1997 : Hat Opa einen Anzug an ?, Hanser Verlag
- 2006 : Amelie Fried (éd.), Ich liebe dich wie Apfelmus. Die schönsten Gedichte für Kleine und Große, cbj